# James Fisk
James Fisk, Jr. (1. april 1834 – 6. januar 1872), som også blev kaldt "Big Jim," "Diamond Jim," og "Jubilee Jim," var en amerikansk vekselerer og virksomhedsleder. Fisk blev født i Bennington, Vermont. Efter en kort skolegang løb han bort i 1850 og sluttede sig til Van Amberg's Mammoth Circus & Menagerie. Senere blev han tjener på et hotel og til sidst valgte han det samme erhverv som sin far – handelsmand.  Han overførte det han havde lært i cirkus til sit nye erhverv og fik sin fars forretning til at vokse. Dernæst blev han sælger for Jordan Marsh, et manufakturvarefirma i Boston. Han var en fiasko som sælger, så han blev i stedet sendt til Washington D.C. i 1861 for at sælge tekstiler til regeringen. Gennem sine snedige handler med kontrakter til hæren under den amerikanske borgerkrig og, ifølge nogle, ved smugleri af bomuld  fra Sydstaterne (hvortil han gjorde brug af sin far) fik han samlet en betydelig formue, som han snart mistede igen ved spekulation.
I 1864 blev han vekselerer i New York og blev ansat hos Daniel Drew som køber. Han bistod Drew i hans krig mod Cornelius Vanderbilt om kontrollen over Erie Railroad, hvilket resulterede i, at Fisk og Jay Gould blev medlemmer af direktionen for Erie banen. Et velplanlagt aktieraid gav efterfølgende Fisk og Gould kontrollen over jernbanen. Samarbejdet med Gould fortsatte indtil hans død. De drev finansielt sørøveri til det yderste, heriblandt en åben alliance med den demokratiske "Boss" William M. Tweed fra Tammany Hall, bestikkelse af hele lovgivende forsamlinger, køb af dommere (altsammen standard forretningsmetoder i tiden). Deres forsøg på at klemme guldmarkedet kulminerede i den skæbnesvangre Black Friday den 24. september 1869. 
Fisk giftede sig med Lucy Moore i 1854. Han var 19, hun 15. Lucy var forældreløs opvokset hos en onkel fra Springfield, Massachusetts. Hun så igennem fingre med Fisk's mange affærer og boede sammen med en veninde, hvilket kunne tolkes i retning af at hun var lesbisk. 
De forblev nærtstående, og Fisk besøgte hende i Boston med få ugers mellemrum og tilbragte somre og ferier med hende. 
I New York havde Fisk et forhold til Josie Mansfield, en show-girl og ifølge mange kilder prostitueret. Fisk husede Josie i en lejlighed nogle få opgange fra Erie Railroads hovedkvarter på West 23rd Street og fik bygget en overdækket passage bygget som forbandt bagdøren på hovedkvarteret med hendes hus.  Fisk's forhold til Mansfield var en skandale i selskabslivet i New York. Mansfield endte med at forelske sig i Fisk's forretningsforbindelse Edward S. Stokes, en mand som var kendt for sit gode udseende. Stokes forlod sin kone og familie til fordel for Mansfield og Mansfield forlod Fisk. I et forsøg på at skaffe penge prøvede Mansfield og Stokes at presse penge fra Fisk ved at true med at offentliggøre breve fra Fisk til Mansfield som skulle bevise Fisk's juridiske fejltrin. Et juridisk og PR-mæssigt slag fulgte, men Fisk afviste at betale Mansfield noget som helst. I stigende grad frustreret og på randen af fallit skød og dræbte Stokes Fisk i New York den 6. januar 1872. Han ligger begravet på Prospect Hill Cemetery i Brattleboro, Vermont. 
Fisk blev af de finere kredse bagvasket for sin umoralske og ekscentriske metoder, af tidens højlærde for sine forretningsmetoder, men han var elsket og savnet af arbejderne i New York og på Erie jernbanen. Under retssagen mod Stokes blev hans hurtige støtte til ofrene for den store brand i Chicago mindet i en sang "Jim Fisk (He Never Went Back on the Poor)."

## Yderligere læsning
- Adams, C.F.; Adams, Henry (1871). Chapters of Erie
- Ackerman, Kenneth D. (1988). The Gold Ring: Jim Fisk, Gould, and Black Friday, 1869. New York: Dodd, Mead & Co. ISBN 0396090656.
- Renehan, Edward J. (2005). The Dark Genius Of Wall Street: The Misunderstood Life of Jay Gould, King of the Robber Barons. New York: BasicBooks. ISBN 0465068855.
- Swanberg, W. A. (1959). Jim Fisk: The Career of an Improbable Rascal. New York: Scribner.